# 職掌
| ウィキペディアには「職掌」という見出しの百科事典記事はありません（タイトルに「職掌」を含むページの一覧/「職掌」で始まるページの一覧）。 代わりにウィクショナリーのページ「職掌」が役に立つかもしれません。 |